# Даддарио, Эмилио
Эмилио Куинси Даддарио (англ. Emilio Q. Daddario; 24 сентября 1918, Ньютон-Сентер — 7 июля 2010, Вашингтон) — американский политик-демократ из Коннектикута, Он был членом Конгресса США с 86-го по 91-й созыв (1959-1971).

## Биография
Даддарио родился 24 сентября 1918 года в Ньютон-Сентер, штат Массачусетс, в семье итальянских родителей, Аттилио и Джованны (урожденной Чиовакко) Даддарио. Посещал государственную школу в Бостоне, а также Академию Тилтона в Нью-Гэмпшире и дневную школу Ньютон-Каунти в Массачусетсе. В 1939 году окончил Уэслианский университет в Мидлтауне, штат Коннектикут.
Даддарио учился на юридическом факультете Бостонского университета с 1939 по 1941 год, но перевелся на юридический факультет Университета Коннектикута, который окончил в 1942 году. В том же году он был допущен к адвокатской практике в штатах Коннектикут и Массачусетс. Начал собственную юридическую практику в Мидлтауне, штат Коннектикут. В феврале 1943 года поступил на службу рядовым в армию США. Был направлен в Управление стратегических служб в Форт-Мид, и служил на Средиземноморском театре военных действий. Согласно книге «Муссолини: последние 600 дней Иль Дуче», написанной в 2004 году Рэем Мозли, Даддарио приписывается захват начальника штаба Бенито Муссолини Родольфо Грациани в отеле «Милан» в апреле 1945 года. Среди наград Даддарио — орден Легиона за заслуги и медаль «Бронзовая звезда». Уволился со службы в чине капитана в сентябре 1945 года, а также получил итальянскую медаль Medaglia d’Argento.
Даддарио продолжил военную службу в Национальной гвардии штата Коннектикут. С 1946 по 1948 год он занимал должность мэра Миддлтауна. Был назначен судьей муниципального суда Миддлтауна, где служил с 1948 по 1950 год. Во время войны в Корее вернулся на действительную службу в звании майора в 43-ю дивизию Национальной гвардии штата Коннектикут в составе группы связи на Дальнем Востоке до 1952 года. Затем вернулся к юридической практике в Хартфорде.
Даддарио победил на выборах 1958 года в 86-й Конгресс и проработал в нём до 3 января 1971 года. «На Капитолийском холме он возглавлял подкомитет по научным исследованиям и разработкам Комитета по науке Палаты представителей, а также подкомитет по патентам и научным изобретениям. Также работал в подкомитете, который занимался планированием и разработкой миссий "Аполлон" на Луну». Он не добивался переизбрания в Конгресс 92-го созыва в 1970 году. В 1970 году безуспешно баллотировался на пост губернатора штата Коннектикут, проиграв всеобщие выборы Томасу Дж. Мескиллу. Продолжил свою карьеру на государственной службе в качестве директора Управления по оценке технологий с 1973 по 1977 год.
Умер 7 июля 2010 года от сердечной недостаточности. На момент смерти жил в Вашингтоне (федеральный округ Колумбия).

## Личная жизнь
Даддарио был женат на Беренис М. Карбо.
Двое из его внуков Александра и Мэттью — актёры.